# Station Rochefort (Frankrijk)
Station Rochefort is een spoorwegstation in de gemeente Rochefort in het Franse departement Charente-Maritime.